# Bruno Huber (botánico)
Bruno Huber (19 de agosto de 1899, Hall in Tirol - † 14 de diciembre de 1969, Múnich) fue un botánico y profesor austríaco.

## Biografía
Era hijo de un abogado y nieto del historiador Alfons Huber. Estudió Historia Natural en la Universidad de Innsbruck y en la de Viena. En Viena, defendió su tesis sobre la orquídea Liparis loeselii. 1925 habilitándolo en la Universidad de Recursos Naturales de Viena en Botánica comercial. Luego fue, por primera vez, como Privatdozent en la Universidad Greifswald. De 1927 a 1932, fue primer profesor; y en 1931 en el Profesorado no programado, en la Universidad de Friburgo en el Dto. de Friedrich Oltmanns.
En 1932, es profesor en la Universidad Técnica de Darmstadt, donde también fue director del Jardín Botánico. En 1934, es catedrático en la Real Academia Sajona de Ciencias Forestales, en Dresde. En 1946, fue miembro del Consejo de Silvicultura Instituto Botánico de la Universidad de Múnich (Ludwig-Maximilians-Universität München) y ordinario en Anatomía, Fisiología y Patología Vegetal, y en 1964 será emérito.

## Obra (selección)
- Transpiration in verschiedener Stammhöhe. I. Sequoia gigantea. En: Zeitschrift für Botanik 15 ( 9): 465-501, 1923, [3]

- Beiträge zur Kenntnis der Wasserbewegung in der Pflanze. II. Die Strömungsgeschwindigkeit und Größe der Widerstände in den Leitbahnen. In: Berichte der Deutschen Botanischen Gesellschaft 42: 27-32, 1924 ZDB 0365-9631

- Die Beurteilung des Wasserhaushaltes der Pflanze. Ein Beitrag zur vergleichenden Physiologie. In: Jahrbücher für wissenschaftlichen Botanik 64 ( 1): 1-120 ISSN 0368-136x, 1925

- Weitere Beobachtungen über verschiedene Dürreresistenz bei Licht- und Schattenpflanzen. In: Berichte der Deutschen Botanischen Gesellschaft 43: 551-559. 1925

- Untersuchungen über die Gesetze der Porenverdunstung. In: Zeitschrift für Botanik 23: 839-891. 1930

- con E. Schmidt. Eine Kompensationsmethode zur thermoelektrischen Messung langsamer Saftströme. In: Berichte der Deutschen Botanischen Gesellschaft 55: 514-529, 1937

- Aufbau einer mitteleuropäischen Jahrring-Chronologie. In: Mitteilungen der Hermann-Göring-Akademie der Deutschen Forstwissenschaft 1: 110-125, 1941 ZDB-ID 501356-2

- con W. Holdheide. Jahrringchronologische Untersuchungen an Hölzern der bronzezeitlichen Wasserburg Buchau am Federsee. In: Berichte der Deutschen Botanischen Gesellschaft 60: 261-283, 1942

- Über die Sicherheit jahrringchronologischer Datierung. In: Holz als Roh- und Werkstoff 6 ( 10/12): 263-268, 1943 ISSN 1436-736X doi 10.1007/BF02603303

- Versuche zur Messung des Wasserdampf- und Kohlendioxyd-Austausches über Pflanzenbeständen. In: Akademie der Wissenschaften in Wien, Mathematisch-Naturwissenschaftliche Klasse. Sitzungsberichte. 1: Biologie, Mineralogie, Erdkunde 155: 97-145, 1947

- Die Saftströme der Pflanzen (= Verständliche Wissenschaft 58 ISSN 0083-5846. Springer, Berlin u. a. 1956

- Dendrochronologie. In: Hugo Freund (ed.) Handbuch der Mikroskopie in der Technik. Mikroskopie des Holzes und des Papiers 5 ( 1): 171-211 Mikroskopie des Rohholzes und der Rinden. Nueva edición. Umschau-Verlag, Frankfurt am Main 1970

- con V. Giertz. Central European dendrochronology for the middle ages. Rainer Berger (ed.) Scientific methods in medieval archaeology (= UCLA Center for Medieval and Renaissance Studies. Contributions 4): 201-212. Univ. of California Press, Berkeley CA u. a. 1970, ISBN 0-520-01626-2

## Membresías y honores
- 1962: Academia Germana Naturalista Leopoldina
- Academia de Ciencias de Austria
- Doctor honoris causa Universidad de Recursos Naturales y Ciencias de la Vida, de Viena
- Doctor honoris causa Universidad de Estambul

## Literatura
- hans hermann Rump. 2011. Bruno Huber (1899-1969) - Botaniker und Dendrochronologe. Ed. Forstwissenschaftliche Beiträge Tharandt, fasc. 32

- hubert Ziegler. 1969. Prof. Dr. Dr. h. c. Dr. h. hc. Bruno Huber †. En: Holz als Roh- und Werkstoff 28 (3 ): 120-121 marzo 1970 ISSN 0018-3768 data pdf

- ----------------. 1972. Bruno Huber. 19. August 1899 bis 14. Dezember 1969. Berichte der Deutschen Botanischen Gesellschaft 85: 661–664